# Wykaz ras psów agresywnych
Wykaz ras psów agresywnych – potoczne określenie polskiego, urzędowego wykazu ras psów uznawanych za agresywne wprowadzonego na mocy art. 10 ust. 3 ustawy z dnia 21 sierpnia 1997 r. o ochronie zwierząt.
Pierwszym aktem prawnym, w którym opublikowano taki wykaz było Rozporządzenie Ministra Spraw Wewnętrznych i Administracji z dnia 15 grudnia 1998 roku w sprawie wykazu ras psów uznawanych za agresywne oraz warunków wydawania zezwoleń na utrzymywanie psa takiej rasy. Wykaz objął 11 ras.
Przepis ten został zastąpiony przez Rozporządzenie Ministra Spraw Wewnętrznych i Administracji z dnia 28 kwietnia 2003 roku w sprawie wykazu ras psów uznawanych za agresywne, przy czym wykaz ras nie uległ zmianie. 
W obydwu rozporządzeniach zostały wymienione następujące rasy:            
1. amerykański pit bull terrier[4][5]
2. pies z Majorki (Perro de Presa Mallorquin)
3. buldog amerykański
4. dog argentyński
5. pies kanaryjski (Perro de Presa Canario)
6. tosa inu
7. rottweiler
8. akbash dog
9. anatolian karabash
10. moskiewski stróżujący
11. owczarek kaukaski

Przepisy ustawy o ochronie zwierząt wskazują ponadto, że:
- prowadzenie hodowli lub utrzymywanie psa rasy uznawanej za agresywną wymaga zezwolenia organu gminy właściwego ze względu na planowane miejsce prowadzenia hodowli lub utrzymywania psa, wydawanego na wniosek osoby zamierzającej prowadzić taką hodowlę lub utrzymywać takiego psa[1],
- zezwolenia nie wydaje się, a wydane cofa się, jeżeli pies będzie lub jest utrzymywany w warunkach i w sposób, które stanowią zagrożenie dla ludzi lub zwierząt[1].